# Luciana Gómez-Iriondo
Luciana Gómez-Iriondo (* 19. Dezember 2003) ist eine argentinische Leichtathletin, die sich auf den Stabhochsprung spezialisiert hat.

## Sportliche Laufbahn
Erste Erfahrungen bei internationalen Wettkämpfen sammelte Luciana Gómez-Iriondo im Jahr 2018, als sie bei den U18-Südamerikameisterschaften in Cuenca mit übersprungenen 3,55 m die Silbermedaille. Im Jahr darauf siegte sie mit 3,85 m bei den U20-Südamerikameisterschaften in Cali und anschließend gewann sie bei den U20-Panamerikameisterschaften in San José mit 3,80 m die Bronzemedaille. 2021 belegte sie bei den Südamerikameisterschaften in Guayaquil mit 3,90 m den sechsten Platz und siegte daraufhin mit einer Höhe von 3,90 m erneut bei den U20-Südamerikameisterschaften in Lima. Mitte August wurde sie dann bei den U20-Weltmeisterschaften in Nairobi mit 3,95 m Sechste, wie auch bei den Anfang Dezember erstmals in Cali ausgetragenen Panamerikanischen Juniorenspielen mit 3,80 m. 2023 belegte sie bei den Südamerikameisterschaften in São Paulo mit 3,60 m den fünften Platz.
In den Jahren von 2020 bis 2023 wurde Gómez-Iriondo argentinische Meisterin im Stabhochsprung.